# Danarto
Hāddsch Danarto (* 27. Juni 1940 (nach anderen Angaben: 1941) im Regierungsbezirk Sragen, Zentraljava, Niederländisch-Indien; † 10. April 2018 in Jakarta) war ein indonesischer Schriftsteller und Künstler, dessen Kurzgeschichtensammlung Abracadabra 1978 in Writing in Asia Series erschien, eine englischsprachige Buchreihe über asiatische Literatur, die von 1966 bis 1996 von Heinemann Asia veröffentlicht wurde. 1988 wurde er für sein literarisches Gesamtwerk mit dem S.E.A. Write Award ausgezeichnet. Er war vor allem als Schriftsteller bekannt, aber sein Engagement für die Kunst war breit gefächert und er war auch mit Malerei und verschiedenen anderen Medien der bildenden Kunst vertraut. Er arbeitete auch als künstlerischer Leiter für verschiedene Filme und war in allen künstlerischen Werken für ihren absurden und surrealen Ansatz bekannt.

## Leben
Danarto absolvierte nach dem Besuch von Grund-, Mittel- und Sekundarschule zwischen 1958 und 1961 ein Studium am Indonesischen Kunstinstitut ISI (Institut Seni Indonesia) in Yogyakarta. Noch als Student half er 1959 beim Aufbau des Sanggarbambu („Bambuskloster“) als interdisziplinäre Kunstplattform und gehörte dieser Gruppe bis 1964 an. Aus dieser Zeit stammen Gemälde wie Rasa Pasar („Marktgeist“, 1962), das heute zur Sammlung der Nationalgalerie (Galeri Nasional Indonesia) gehört. Er war zwischen 1969 und 1974 Mitarbeiter des Kunstzentrums im Ismail-Marzuki-Park in Jakarta und Chefdesigner der indonesischen Gruppe bei der Weltausstellung Expo ’70 in Osaka. 1973 begann er eine Tätigkeit als Lektor am Kunstinstitut von Jakarta IKJ (Institut Kesenian Jakarta) und nahm 1978 an einer vom Choreographen und Regisseur Sardono Waluyo Kusumo geleiteten Theatertournee durch Asien und Europa teil. Zu späteren Gemälden gehören Pahlawan dan Ikan (2013).
Als Schriftsteller schrieb Danarto neben Kurzgeschichten auch Essays, Monologe, Drehbücher und Theaterstücke. In seiner Prosa verwendete er Motive des altjavanischen Pantheismus wie orgiastischer Riten auf Friedhöfen, Höllenszenen und dämonischen Figuren. Dabei vereinigten sich Extreme, und das Absurde wurde zur Realität. Seine innovative Gestaltung traditioneller kultureller Elemente hat der indonesischen Literatur neue Impulse gegeben. Seine Kurzgeschichtensammlung Abracadabra erschien 1978 in Writing in Asia Series, eine englischsprachige Buchreihe über asiatische Literatur, die von 1966 bis 1996 von Heinemann Asia veröffentlicht wurde. Die 1982 erschienene Kurzgeschichtensammlung Adam Ma’rifat wurde mit den Literaturpreisen des Kunstrates von Jakarta (Dewan Kesenian Jakarta) sowie von Main Book Gifts. Das 1982 veröffentlichte Werk Orang Jawa Naik Haji waren Reiseaufzeichnungen anlässlich seiner Haddsch, der islamischen Pilgerfahrt nach Mekka. 1988 wurde er für sein literarisches Gesamtwerk mit dem S.E.A. Write Award sowie 1989 mit Ahmed Bakrie Award ausgezeichnet. Einige seiner Werke wurden von Harry Aveling in die englische Sprache übersetzt.

## Veröffentlichungen
- Godlob, Kurzgeschichten, 1975, Neuauflage 1987
- Obrok Owok-owok, Ebrek Ewek-ewek, Drama, 1976
- Bel Geduweh Beh, Drama, 1976
- Abracadabra, Kurzgeschichten, 1978
- Adam Ma’rifat, Kurzgeschichten, 1982
- Orang Jawa Naik Haji, Reiseaufzeichnungen, 1983
- Berhala, Kurzgeschichten, 1987
- Gergasi, Kurzgeschichten, 1993
- Begitu ya Begitu tapi Mbok jangan begitu, Essays, 1996
- Cermin yang menguap, 1999
- Asmaraloka, Roman, 1999
- Setangkai Melati di Sayap Jibril, Kurzgeschichten, 2001
- Kacapiring, 2008

## Hintergrundliteratur
- Black Clouds Over the Isle of Gods and Other Modern Indonesian Short Stories, S. 143 ff., 208, 1997, ISBN 978-0-7656-0032-5 (Onlineversion)
- Gero von Wilpert: Lexikon der Weltliteratur. Fremdsprachige Autoren, S. 434, Band I A–K, Stuttgart 2004, 2008, ISBN 978-3-520-84301-2
- Traces of the Ramayana and Mahabharata in Javanese and Malay Literature, 2018, ISBN 978-981-4786-59-1 (Onlineversion)
- Donald K. Emmerson: Indonesia Beyond Suharto, S. 281 f., 2015, ISBN 978-1-317-46808-0 (Onlineversion)
- Agus Dermawan T: Karnaval Sahibulhikayat, S. X, XI, 2021, ISBN 978-602-481-535-6 (Onlineversion)